# Turnerochrysa mirifica
Turnerochrysa mirifica är en insektsart som beskrevs av Douglas E. Kimmins 1935. Turnerochrysa mirifica ingår i släktet Turnerochrysa och familjen guldögonsländor. Inga underarter finns listade i Catalogue of Life.